# دودا (بازیکن فوتبال پرتغالی)
سرژیو پائولو باربوسا والنته (انگلیسی: Sérgio Paulo Barbosa Valente؛ زادهٔ ۲۷ ژوئن ۱۹۸۰) که عموماً با نام دودا شناخته میشود؛ بازیکن فوتبال سابق اهل پرتغال است.
وی همچنین در تیم ملی فوتبال پرتغال بازی کرده‌است.